# 印牧美満
印牧 美満（かねまき よしみつ）は、戦国時代の武将。朝倉氏の家臣。

## 略歴
越前国の戦国大名朝倉氏の家臣・印牧美次の次男として誕生。
父の美次が天文初年（天文3年以降）に没し、息子の新右衛門尉（実名不詳）がその跡を継ぎ府中奉行となるが、天文9年（1540年）に新右衛門尉が46歳で没したため、弟の美満が奉行職を襲職した。
美満は天文21年（1552年）から永禄3年（1560年）まで府中奉行を務め、天文22年（1553年）には坂井郡の御前神社に棟別銭を課し、朝倉景連に敦賀郡の河野、今泉浦の百姓の通行の警備を要請している。
弘治元年（1555年）、病を患ったため一乗谷に帰陣した朝倉宗滴に代わって朝倉景隆が加賀一向一揆討伐のため加賀に進軍した際、美満も三百余騎を率いて従軍し、菅生村に在陣した。